# Linia kolejowa Břeclav – Lednice
Linia kolejowa Břeclav – Lednice (Linia kolejowa nr 247 (Czechy)) – jednotorowa, regionalna i niezelektryfikowana linia kolejowa w Czechach. Łączy Brzecław i Lednice. Przebiega przez terytorium kraju południowomorawskiego.